# Laura Codruța Kövesi
Laura Codruța Kövesi z domu Lascu (ur. 15 maja 1973 w Sfântu Gheorghe) – rumuńska prawniczka, w latach 2006–2012 prokurator generalny, od 2013 do 2018 prokurator naczelny Krajowej Dyrekcji Antykorupcyjnej (DNA), od 2021 europejski prokurator generalny.

## Życiorys
Uczyła się w szkole w miejscowości Mediaș, grała wówczas w klubie koszykarskim Club Sportiv Școlar Mediaș. Była reprezentantką kadry kadetek, z którą zdobyła w 1989 tytuł wicemistrzyni Europy. W 1995 ukończyła studia prawnicze na Uniwersytecie Babeșa i Bolyaia. W 2012 doktoryzowała się na podstawie pracy poświęconej zwalczaniu przestępczości zorganizowanej. Od 1995 pracowała w prokuratorze w Sybinie, stopniowo awansując w strukturze prokuratury. Od 2006 do 2012 pełniła funkcję prokuratora generalnego, będąc pierwszą kobietą na tym stanowisku.
Od maja 2013 do lipca 2018 jako prokurator naczelny zarządzała Krajową Dyrekcją Antykorupcyjną. Kierowana przez nią DNA była uznawana za służbę skutecznie zwalczającą korupcję, doprowadzając m.in. do szeregu postępowań przeciwko politykom Partii Socjaldemokratycznej. Przedstawiciele tego ugrupowania dążyli do jej zdymisjonowania. Ostatecznie doszło do tego, gdy decyzję o jej odwołaniu na prezydencie Klausie Iohannisie wymusiła decyzja Trybunału Konstytucyjnego (uznawanego przez część komentatorów za organ sprzyjający PSD). W 2020 Europejski Trybunał Praw Człowieka uznał, że jej usunięcie ze stanowiska w DNA w 2018 zostało dokonane z naruszeniem prawa.
W 2019 Laura Codruța Kövesi została kandydatką na organizowany w tym czasie urząd europejskiego prokuratora generalnego, co wywołało sprzeciw ówczesnego socjaldemokratycznego rządu Rumunii. Została ostatecznie zatwierdzona na tej funkcji jeszcze w tym samym roku, a urzędowanie oficjalnie rozpoczęła 1 czerwca 2021.